# Union Underground
The Union Underground är ett amerikanskt nu-metal/rock-band som är baserat i San Antonio i Texas. Bandmedlemmarna bestod av Bryan Scott, Patrick Kennison, Josh Memelo och John Moyer.

## Början
Efter att Bryan Scott och Patrick Kennison gått ut skolan fortsatte de med att skapa sitt band. En studio de använde kallade de för Studio Underground. Lite senare gick Josh Memelo och John Moyer med i bandet. De spelade in sin första EP och sålde 5000 exemplar med den, som i sin tur fick skivbolaget Columbias uppmärksamhet som ledde till att Union Underground fick speltid på Ozzfest år 2001.

## Tiden som rockband
Union Undergrounds debutalbum, ...An Education In Rebellion släpptes år 2000. Albumet sålde runt 350 000 exemplar världen över. Singlarna Turn Me On Mr. Deadman, Revolution Man och Killing The Fly gav bandet allmän popularitet.
År 2002 spelade Union Underground in låten Across The Nation, som användes som introduktionslåt i World Wrestling Entertainments TV-show Raw.
Senare samma år släppte bandet en live-skiva under namnet Live...One Nation Underground.

## Slutet
Sommaren 2004 kom de dåliga nyheterna. I en intervju med Patrick Kennison visade det sig att Bryan Scott troligen använt droger, samt att han ville arbeta ensam och forma bandet på egen väg. Patrick förklarade ytterligare varför Bryan Scott inte hade svarat på upprepade telefonsamtal från skivbolaget Columbia.
Man blev sur på Bryans uppträdande och till slut beslöt Patrick, John och Josh att hoppa av bandet. Bandets namn är enligt Patrick ägd av honom själv och Bryan Scott.

## Efteråt
Patrick Kennison startade sitt eget band, kallat 3-Faced.
John Moyer gick med bandet Disturbed och spelar nu basgitarr där.
Josh Memelo fick barn med sin flickvän och jobbar nu med att skapa familj.
Ingen har hört av Bryan Scott. Om han fortfarande håller på med musik, gått med i band eller jobbar i en annan bransch är oklart, det har tydligen passerat år sen man sist hörde någonting ifrån honom.
Bandet återförenades 2016.

## Medlemmar
- Bryan Scott – sång, gitarr
- Patrick Kennison – gitarr
- John Moyer – basgitarr
- Josh Memolo – trummor

## Musik
Union Underground släppte en enda skiva, ett studioalbum samt EP:n.
Studioalbum
- 1997 – The Union Underground
- 2000 – ...An Education in Rebellion

EP
- 2000 – The Union Underground EP
- 2002 – Live... One Nation Underground

Singlar
- 2000 – "Killing the Fly"
- 2000 – "Live"
- 2000 – "Turn Me On Mr. Deadman"
- 2001 – "Revolution Man"